# Tronchoy
Tronchoy ist eine französische Gemeinde mit 123 Einwohnern (Stand: 1. Januar 2022) im Département Yonne in der Region Bourgogne-Franche-Comté (vor 2016 Bourgogne) im Osten Frankreichs. Die Gemeinde gehört zum Arrondissement Avallon und zum Kanton Tonnerrois (bis 2015 Flogny-la-Chapelle). 

## Geografie
Tronchoy liegt etwa 39 Kilometer ostnordöstlich von Auxerre am Canal de Bourgogne. Der Armançon begrenzt die Gemeinde im Westen. Umgeben wird Tronchoy von den Nachbargemeinden Lignières im Norden und Nordosten, Cheney im Süden und Osten, Roffey im Westen sowie Marolles-sous-Lignières im Nordwesten.

## Bevölkerungsentwicklung
| Jahr                      | 1962 | 1968 | 1975 | 1982 | 1990 | 1999 | 2006 | 2013 |
| ------------------------- | ---- | ---- | ---- | ---- | ---- | ---- | ---- | ---- |
| Einwohner                 | 198  | 185  | 180  | 172  | 155  | 157  | 155  | 129  |
| Quelle: Cassini und INSEE |      |      |      |      |      |      |      |      |

## Sehenswürdigkeiten
- Kirche Saint-Germain